# Vladimir Solovyov (écrivain)
Pour les articles homonymes, voir Vladimir Soloviov et Soloviov.
Vladimir Solovyov est un journaliste et écrivain soviétique.
Il vit en exil à New York depuis les années 1970.
Il a écrit de nombreux livres, dont :
- Behind the High Kremlin Walls (Derrière les murs du Kremlin),  (ISBN 0-396-08710-8) ;
- Zhirinovsky: Russian Fascism and the Making of a Dictator (Jirinovski, le fascisme russe et la mise en place d'une dictature),  (ISBN 0-201-40948-8).